# Agent Corrigan
Agent Corrigan, på svenska bland annat även som Agent X9 och Kelly vid FBI, är en amerikansk tecknad serie skapad 1934 under namnet Secret Agent X-9 av deckarförfattaren Dashiell Hammett och tecknaren Alex Raymond. Serien, som under 1960-talet bytte namn till Secret Agent Corrigan, har även gett upphov till den svenska serietidningen Agent X9, vilken, efter att tidigare bara innehållit Agent Corrigan sporadiskt, numera (2022) har en episod i varje nummer.

## Dagspresserien
Serien skapades, med titeln Secret Agent X-9, av deckarförfattaren Dashiell Hammett och tecknaren Alex Raymond och gjorde sin debut i dagspressen den 22 januari 1934.
Syndikatet hoppades ursprungligen att Hammett, som redan var ett känt författarnamn genom romaner som Riddarfalken från Malta, skulle ge serien draghjälp. Han trivdes dock inte med seriemediet och lämnade serien redan efter ett år, varefter tecknaren Alex Raymond tog över också författarskapet. För Raymond var detta arbetstyngda år, då han förutom Agent X9 även tecknade "Blixt Gordon" och "Djungel-Jim", och följaktligen överlämnades författandet redan efter ett halvår till Leslie Charteris, och tecknandet togs över av Charles Flanders 1936. Under 1930-talet och början av 1940-talet var det främst Max Trell (under pseudonymen Robert Storm) som skrev serien. På teckningssidan avlöstes Flanders först av Nicholas Afonsky och därefter Austin Briggs innan Mel Graff tog över 1944. Han fick sedermera även igenom kravet att ta över som seriens författare. Under denna period försvann mycket av mystiken kring figuren, som fick ett namn, Phil Corrigan, skaffade fru, Wilda, och dotter, Philda, och började jobba för FBI. Det är denna version av serien som i Sverige brukar kallas Kelly vid FBI vid publicering i Fantomen och Agent X9 då den stilmässigt skiljer sig så mycket från övriga "Agent X9"-serier. Graff blev kvar på serien till 1960, periodvis assisterad av Paul Norris.
Därefter tog Bob Lubbers över (under pseudonymen Bob Lewis). Lubbers återförde mystiken i serien, och det var hans avsnitt som publicerades i de första numren av den svenska tidningen X9.
När Lubbers slutade 1967 övertogs serien av teamet Archie Goodwin (manus) och Al Williamson (bild). Goodwin och Williamson fick jobbet efter att ha levererat en kort "Agent X9"-episod för serietidningen Flash Gordon som föll King Features i smaken. Under deras ledning förnyades serien och nådde, vad som vanligen omskrivs som dess verkliga storhetstid, och som ett led i denna förnyelse döptes serien, mot upphovsmännens vilja, om till Agent Corrigan.
1980 lämnade Goodwin och Williamson serien för att ta över dagspressversionen av "Star Wars". Efterträdare blev George Evans som assisterat Williamson. Han både skrev och tecknade serien fram till sin pension, då serien lades ner; den sista strippen publicerade 1996.
Sedan dess har Corrigan bland annat dykt upp i serien "Blixt Gordon", då denna tecknades av Evans forne assistent Jim Keefe.

## Licensproduktion
Då dagspressmaterialet inte räckte för att fylla den svenska tidningens behov började King Features på 1980-talet att producera nya äventyr direkt för Sverige. Till skillnad från licensproduktionen av "Fantomen", "Helgonet" och "Kerry Drake" sköttes denna produktion av serietidningsäventyr av det amerikanska syndikatet utan större inblandning från den svenska redaktionen. Sammanlagt producerades 48 äventyr som publicerades i tidningen mellan 1983 och 2003. De var producerade som dagsstrippar istället för att utnyttja serietidningsformatets möjligheter till friare layout. Bland kreatörerna av denna version fanns Jack Sparling, Miguel Angel Repetto, Dean Davis och John Dixon.

## Svensk publicering
Har publicerats på svenska i bland annat Karl-Alfred, Detektiväventyr, Fantomen, Serie-Pocket samt Agent X9 och dess sidotitlar.

## Adaptioner
Serien gav upphov till två filmserier, båda med titeln Secret Agent X-9. 1937 spelade Scott Kolk agenten, och 1945 axlade Lloyd Bridges rollen. 2009 hördes Stuart Milligan i titelrollen i BBCs radioföljetong, också den med titeln, Secret Agent X-9.